# Росток (лек крайцер, 1912)
Росток (на немски: SMS Rostock) е лек крайцер на Императорските военноморски сили от времето на Първата световна война. Втори кораб от серия на два еднотипни кораба.

## Строителство
Заложен през 1911 г., спуснат на вода на 11 ноември 1912 г., влиза в строй на 5 февруари 1914 г.

## История на службата
На момента на началото на Първата световна война лекият крайцер „Росток“ влиза в състава на разузнавателните сили на Флота на Откритото море, начело с контраадмирал Хипер.
На 21 август 1914 г., заедно с лекия крайцер „Страсбург“ (SMS Strassburg), е изпратен в издирване, предприет по посока към Догер банк, за пленяване или унищожаване на английски риболовни съдове. По време на тази операция на 180 морски мили западно от остров Хелголанд от отряда са унищожени шест английски риболовни траулера. При издирването крайцера „Росток“ е атакуван от английска подводна лодка, която изстрелва по него две торпеда, но не уцелва.
На 24 януари 1915 г. в състава на 1-ва разузнавателна група на Флота на Откритото море лекия крайцер „Росток“ участва в сражението при Догер банк.
През март 1915 г. е прехвърлен в Балтийско море за участие в операциите под Мемелем. След като на 21 март града е зает от немските войски, заедно с други крайцери е насочен за обстрел на Паланга.
На 23 април 1916 г. се намира в състава на групата за поддръжка на отряда линейни крайцери, осъществяващ набег над Ярмут и Лоустофт. Прикрива десния фланг на съединението от немски линейни крайцери, засича приближаването на английските крайцери и разрушители.
Преди началото на Ютландското сражение лекият крайцер „Росток“ е флагмански кораб на комодор А. Михелсен, командващ всички разрушители на Флота на Откритото море. В дневната фаза на Ютландското сражение крайцера няма активно участие. През нощта на 1 юни 1916 г. крайцерите „Росток“ и „Елбинг“ (SMS Elbing), намирайки се на левия траверс на първа ескадра линкори, влиза в бой с отряд британски разрушители. В 1 часа и 30 минути след полунощ „Росток“ получава торпедно попадение. Мероприятията по борба за живучест на кораба нямат резултат и в 5 часа 45 минути, при появата на британските крайцери той е взривен. Целият екипаж на крайцера е прехвърлен на немски разрушители. Загубите сред екипажа на лекия крайцер „Росток“ са 14 души убити. Мястото на гибелта на кораба е 55°40′ с. ш. 6°22′ и. д. / 55.666667° с. ш. 6.366667° и. д..

## Командири на крайцера
- фрегатенкапитан (капитан 2-ри ранг) Тило фон Трот (февруари-август 1914 г.)
- фрегатенкапитан/капитан цур зее (капитан 1-ви ранг) Ото фон Фелдман (август 1915 г. – юни 1916 г.)

## Коментари
1. ↑  Всички данни са към момента на влизането в строй.
2. ↑  Според немската класификация те се обозначават като малки крайцери (на немски: Kleiner Kreuzer).